# Mägo de Oz
Mägo de Oz és un grup de heavy metal / hard rock amb fortes influències de música celta fundat el maig del 1989 pel bateria Txus di Fellatio. El nom s'obté d'afegir l'anomenat umlaut del heavy metal a El màgic d'Oz, novel·la infantil d'en Lyman Frank Baum.

## Història
El grup el va formar el maig del 1988 en el que Txus, que a poc a poc va anar reclutant la resta de membres de la banda, fins a completar una primera formació estable que duraria des del 1992 fins al 1995. Els seus components varen ser:
- Txus: bateria
- Mohamed: violí
- Charlie: guitarra solista
- Chema: guitarra
- Salva: baix
- Juanma: veu

Durant tots aquests anys Mägo de Oz es va convertir en un dels grups més importants de Madrid, gràcies a la seva manera original de compondre i al seu directe demolidor. Gravaren diverses maquetes: "Y qué más Da" (1989), "Canción de Cuna para un Bohemio", i una tercera maqueta el 1992. La seva música estava oberta a una gran quantitat d'estils i influències, però basant el seu potencial musical en el folk rock i la música celta van aconseguir un estil original, com demostren les crítiques rebudes en premsa i mitjans de comunicació especialitzats.
El 1992 el grup va ser finalista en el Concurso Villa de Madrid, però en Chema, el guitarrista va decidir deixar el grup. El seu lloc el va ocupar en Carlitos. Després de dues gravacions, la sortida d'en Charlie i l'entrada d'en Chema en el seu lloc, van treure el seu primer CD el 1994, produït per en Txus i Alberto Plaza, sota el nom de "Mägo de Oz". Aquest disc va tenir poc èxit i quasi no va fer conèixer el grup. En aquells moments Mägo de Oz va tenir una de les seves èpoques més difícils amb l'abandonament d'en Chema i en Juanma. El 1996 es va formar la composició que ha perdurat gairebé fins a l'actualitat: Entra en José en substitució d'en Juanma i en Frank en substitució d'en Chema.
El mateix any varen començar a gravar el CD "Jesús de Chamberí", produït per Alberto Plaza i Mägo de Oz. El CD va ser editat el 1996 amb el segell discográfico Locomotive Music.
El 1998 neix el seu tercer CD "La Leyenda de la Mancha". És un disc omplert de riffs de guitarra, melodies cèltiques, i cançons amb una cuidada producció.
A finals del 1999 varen decidir embarcar-se en un ambiciós projecte: un disc doble. Aquest va ser el seu quart LP i es va anomenar "FinisTerra". Per aquest disc es va incorporar en Sergio "Kiskilla" als teclats i en Fernando als instruments de vent. Aquest disc ha estat el més folk del grup, però sense perdre les bases rockeres. La gira d'aquest grup va ser també molt ambiciosa, amb llums, pirotècnia i inflables.
Van decidir treure un disc amb temes en directe que van recollir a la gira; aquest disc va ser "Fölktergeist", i amb motiu d'aquest nou disc es varen embarcar en una altra gira encara més ambiciosa (més pirotècnia, millor escenografia) i gravaren un DVD. En aquest moment en Salva decideix abandonar el grup, i el substitueix un jove baixista: Sergio.
El 2003 s'embarquen en el projecte de realitzar tres àlbums que compondran la trilogia de Gaia: El primer amb el títol "Gaia", va ser llançat aquell mateix any al mercat. Amb la temàtica de Cortès i la conquista dels espanyols als asteques, d'aquest disc es van desprendre els singles "La Costa del Silencio" i "La Rosa de los Vientos". Mägo de Oz ha realitzat diversos concerts a Sud-amèrica. No obstant això, aquest disc no va agradar a alguns fans, ja que tirava més del folk, i no era tan heavy com els altres.
Pel 2004, la banda va tornar a l'estudi a gravar el que seria el seu sisè àlbum: "Belfast". En aquest àlbum es fan noves versions de cançons anteriors i també covers (adaptacions) d'altres grups, des de la cançó amb el mateix títol que l'àlbum, "Belfast" de Boney M. fins a "Dame tu Amor", una versió de "Guilty of Love" de Whitesnake.
En aquest moment es produeixen importants canvis en Mägo de Oz: Entra un tercer guitarrista: Jorge Salán, i mesos després surt en Sergio, el baixista.
L'any 2005, varen sortir dos discos de Mägo de Oz. El primer va ser Madrid - Las Ventas, disc gravat en directe en la plaça de toros de Las Ventas. Va ser un disc polèmic, ja que es va publicar de la mà de Locomotive Music sense tenir en consideració el grup, que ja havia estat contractat per una altra discogràfica. El segon disc, va sortir a la venda el 14 de novembre del 2005, va ser Gaia II - La Voz Dormida, editat ja amb la seva nova discogràfica, Dro Atlantic; aquest disc és la segona part de la trilogia "Gaia" i el seu primer single va ser "La Posada de los Muertos", que també es va treure sense tenir en consideració el grup, ja que volien que el single fos "Diabulus in Musica". Per la realització d'aquest disc va entrar al grup un nou baixista anomenat Pedro "Peri".
L'any 2011 van fer diversos concert a Espanya i a Catalunya, als quals van assistir-hi un gran nombre de persones. Alguns d'aquests concerts van ser a Cornellà de LLobregat, Madrid, València, etcètera.

## Membres

### Composició original (1989 - 1992)
- Txus: Bateria
- Mohammed: Violí
- Charly: Guitarra
- Chema: Guitarra
- Salva: Baix
- Juanma: Vocalista

### Formació estable (97)
- Txus: Bateria
- Mohammed: Violí
- Carlitos: Guitarra
- Frank: Guitarra
- Salva: Baix
- José Andrëa: Vocalista
- Fernando Ponce: Flautes
- Sergio "Kiskilla": Teclat

### 2005
- Txus: Bateria
- Mohammed: Violí
- Carlitos: Guitarra
- Frank: Guitarra
- Jorge Salán: Guitarra
- Peri: Baix
- Jöse Andrea: Vocalista
- Sergio "Kiskilla": Teclat
- Fernando Ponce: Flautes i gaites

### Composició (2012)
- Javier "Zeta" Domínguez: Vocalista
- Txus: batería i cors
- Carlitos: Guitarra
- Frank: Guitarra
- Carlos Prieto: Violí
- Fernando Mainer: Baix
- Josema: Flautes
- Javi Diez: Teclat
- Patricia Tapia: Segona veu i cors

### Formació actual (2024)
- Jesús María Hernández Gil "Txus di Fellatio" - Bateria (1988-actualitat)
- Carlos Prieto "Mohamed" - Violí (1992-actualitat)
- Jorge Salán - Guitarra solista/rítmica (2004-2008) (2023-actualitat)
- Fernando Mainer - Baix (2012-actualitat)
- Víctor de Andrés: Guitarra solista/rítmica (2020-actualitat)
- Francesco Antonelli: Teclats i sintetitzadors (2023-actualitat)
- Rafa Blas: Veu (2023-actualitat)
- Diego Palacio - Flauta travessera (2024-actualitat)
- Ix Valieri - Guitarra solista/rítmica (2024-actualitat)

## Discos i altres publicacions

### Discografia
- Mägo de Oz (1994) (àlbum)
- Jesús de Chamberí (1996) (àlbum)
- Mägo de Oz (La Bruja) (1997) (àlbum)
- La leyenda de La Mancha (1998) (àlbum)
- Finisterra (2000) (àlbum doble)
- Finisterra (Edición Vinilo) (2000) (àlbum doble)
- Fölktergeist (2002) (àlbum doble en directe)
- A Costa da Rock (2002) (DVD) (aquest títol fa referència a La Costa de la Mort, a Galícia).
- Gaia (2003) (àlbum amb DVD)
- Belfast (2004) (àlbum amb DVD)
- Donde el corazón te lleve (2004) (àlbum solista de José Andrëa)
- Madrid - Las Ventas (2005) (àlbum doble amb DVD en directe)
- Gaia II - La Voz Dormida (2005) (àlbum doble)
- The Best Oz (2006) (àlbum Recopilatori)
- La ciudad de los árboles (2007) (àlbum)
- Gaia III: Atlantia (2010) (àlbum doble)
- Gaia: Epílogo (2010) (àlbum)
- Love and Oz (2011-2012) (àlbum doble)
- Hechizos, Pócimas y Brujería (2012) (àlbum)
- Celtic Land (2013) (àlbum doble de reinterpretacions de títols amb convidats -anglès/castellano-)
- Celtic Land Of Oz (2014) (àlbum de reinterpretacions de títols amb convidats -anglès-)
- Ilussia (2014) (àlbum)
- Finisterra Opera Rock (2015) (àlbum)
- Ira Dei (2019) (àlbum)
- Bandera Negra (2021) (àlbum)
- Love and Oz Vol. 2 (2022) (àlbum)
- Alicia en el Metalverso (2024) (àlbum)

### Singles
- Feliz Navidad ¡¡Cabrones!! (1998)
- Resacosix en Hispania (1999 junt amb un Home Video VHS)
- El que quiera entender que entienda (2000)
- Fiesta Pagana (2000)
- La Danza del Fuego (2001)
- Molinos de Viento (2002)
- Hasta que el cuerpo aguante (2001)
- La Costa del Silencio (2003)
- El Atrapasueños (2003)
- Finisterra DVD (2003)
- La Rosa de los Vientos (2004)
- La Posada de los Muertos (2005)
- Hoy toca ser feliz (2006)
- Diabulus in Musica (2006)
- Y Ahora Voy a Salir (Ranxeira) (2007)
- Deja de llorar (y vuélvete a levantar) (2008)
- Puedes Contar Conmigo (Bonus Track de Barakaldo D.F.) (2008)
- Que el viento sople a tu favor (2010)
- Xanandra (2012)

### Tributs - Col·laboracions
- Transilvania 666 (Tribut a Iron Maiden) (1999)
- Larga vida al... Volumen Brutal (Tribut a Barón Rojo) (2002)
- The music remains the same (Tribut a Led Zeppelin) (2002)
- Patitos Feos (Tribut als nens)

### Libres - Escrits
- Por el camino de baldosas amarillas, en la tierra de Oz (SGAE), (2003)
- Partituras (2003)